# Bérégise d'Andage
Saint Bérégise d'Andage (ou Bergis), né vers 670 au lieu-dit Spange près d'Emptinne dans la province de Namur en Belgique, et décédé un 2 octobre vers 725 à l'abbaye de Saint-Hubert dans la province de Luxembourg en Ardenne belge, était un clerc formé à l'abbaye de Saint-Trond, appelé par Pépin de Herstal à être le fondateur de l’abbaye de Saint-Hubert (Belgique). Fête le 2 octobre. 

## Biographie
Né de parents pieux - sa mère s’appelle Berilla - Bérégise étudie à l’école abbatiale de Saint-Trond. Devenu clerc, il est ordonné prêtre et est employé à la cour de Pépin de Herstal (arrière-grand-père de Charlemagne), maire du palais d’Austrasie, en résidence à Liège. Il semble avoir une grande influence sur Pépin le Jeune, comme aumônier de cour aussi bien que comme administrateur avisé.
Troublé par la découverte fortuite d'un parchemin que fit sa femme Plectrude, alors qu’elle voyageait à travers la forêt ardennaise, Pépin consulte son aumônier pour en obtenir l’explication. Bérégise lui explique que ce « parchemin aux lettres d’or » est un message du ciel indiquant que Dieu lui-même avait choisi l’endroit pour que des hommes pieux y œuvrent au profit de beaucoup d’âmes. C’est Bérégise que Pépin envoie en pleine forêt d'Ardenne, fonder une communauté religieuse au bord du ruisseau « Andage ».
La fondation remonte aux premières années du VIIIe siècle. Elle est généreusement financée par Pépin de Herstal et son épouse. Bérégise, entouré de disciples y organise la vie canoniale. Sous sa direction le monastère prospère. Son prestige et influence obtiennent pour le monastère dons et libéralités des seigneurs des environs. On a gardé trace du don fait d’une vigne de la région de Trèves (725). Bérégise meurt dans son monastère après un quart de siècle à la tête de l'abbaye.
Un siècle plus tard, ce couvent est transformé en une abbaye bénédictine florissante. La ville de Saint-Hubert se développe à ses côtés.

## Galerie

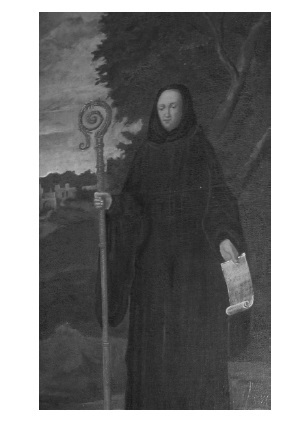
Représentation de saint Bérégise, basilique de Saint-Hubert.
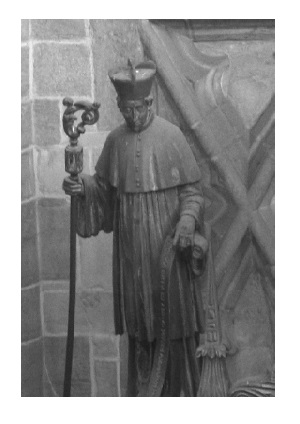
Statue de saint Bérégise, basilique de Saint-Hubert.
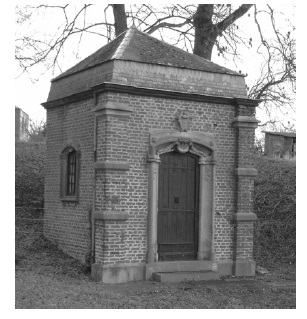
Chapelle Saint-Bérégise à Emptinne.